# Assembleia Nacional Constituinte da Venezuela de 1999
A Assembleia Nacional Constituinte da Venezuela de 1999 foi a assembleia Constituinte convocada para redigir uma nova Constituição para a Venezuela, assumindo os poderes legislativos originários durante o período de execução de seus trabalhos. A convocação da assembleia foi aprovada por referendo popular em 25 de abril de 1999 e a eleição de seus representantes ocorreu 3 meses depois, em 25 de julho do mesmo ano.
A Assembleia Constituinte foi composta por 131 representantes, tendo ficado 3 cadeiras reservadas para representantes dos povos indígenas do país. Além disso, outros 2 representantes indígenas foram eleitos concorrendo nacionalmente com outros candidatos não indígenas.
A nova Carta Magna do país foi novamente submetida à consulta popular, sendo aprovada por expressiva maioria do eleitorado venezuelano no referendo ocorrido 15 de dezembro. Após sua promulgação, novas eleições presidencial e legislativa foram realizadas em 30 de julho de 2000.

## Antecedentes
O então recém-empossado presidente Hugo Chávez decidiu convocar um plebiscito nacional de modo a obter apoio popular necessário para cumprir sua principal promessa de campanha na eleição presidencial de 1998 e levar a cabo a elaboração de uma nova Constituição. Para a nova Assembleia Nacional Constituinte, o novo governo havia se comprometido em assegurar representação política dos povos indígenas venezuelanos e sua participação ativa nos trabalhos legislativos. 

### Críticas da oposição
O ex-presidente venezuelano Rafael Caldera (COPEI) protestou contra a convocação de uma nova assembleia constituinte, alegando que tal aspiração do governo à época violava claramente a Constituição de 1961. Por sua vez, Allan Brewer-Carías, jurista venezuelano que logrou eleger-se na eleição constituinte, avaliou que a promulgação da nova Constituição serviu, na prática, para iniciar o processo de desmantelamento gradual das instituições e dos valores democráticos na Venezuela.

### Plebiscito nacional de 1999
O plebiscito foi realizado em 25 de abril e mais de 88% dos eleitorado venezuelano votou favoravelmente à proposta, no que consistiu em uma grande vitória política do chavismo frente aos partidos de oposição. Semanas depois da votação, Chávez convocou a eleição que elegeria os representantes da nova Assembleia Nacional Constituinte em 25 de julho.

## Eleição constituinte de 1999
Dos 1 067 candidatos elegíveis ao pleito, mais de 900 deles eram opositores do chavismo. Porém, concorrendo sob a coalizão Polo Patriótico, composta por MVR, PPT, PCV e MAS, os chavistas venceram a eleição por larga margem, conquistando quase 66% dos votos e elegendo 121 deputados. 
Por sua vez, reunida sob a coalizão Polo Democrático, composta por AD, COPEI, PV e CN, a oposição conquistou pouco mais de 22% dos votos e, graças à uma série de alterações na legislação eleitoral aprovadas pelo governo e adotadas pelo CNE, viu sua representação na assembleia constituinte restringida a somente 4 deputados.

## Trabalhos da Constituinte
A nova assembleia constituinte foi instalada em 3 de agosto com um discurso do deputado do PCV, Pedro Ortega Díaz, que disse considerar como missão dos deputados constituintes "preparar um novo regime jurídico nacional que deve orientar a nação para a construção de uma nova pátria que goze de bem-estar social, econômico e político".
Para agilizar o processo constituinte, os deputados eleitos foram alocados em 21 comissões permanentes. Em 12 de agosto, o colegiado constituinte votou para dar à Assembleia plenos poderes para abolir instituições governamentais e exonerar servidores públicos e agentes comissionados que fossem acusados de corrupção no exercício da administração pública.
Para seus partidários, tratava-se de remover entraves à aprovação de reformas há muito tempo boicotadas por políticos corruptos e autoridades judiciais corporativistas. Para seus opositores, tal medida configurava-se como abuso de poder e ameaça à democracia.

## Referendo constitucional de 1999
Dentre os principais matérias constitucionais aprovadas pela nova Carta Magna, destacam-se:
- Prorrogação do mandato presidencial de 5 para 6 anos;
- Estabelecimento do limite constitucional de 2 reeleições para o cargo de presidente;
- Possibilidade dos Poderes Executivos exonerarem servidores públicos após aprovação popular em consulta pública;
- Adoção do modelo unicameral para o Poder Legislativo, extinguindo o Senado venezuelano e instituindo a Assembleia Nacional;
- Alteração do nome oficial do país para República Bolivariana da Venezuela, em referência à Simón Bolívar, considerado herói nacional.

No referendo de 15 de dezembro, a nova Constituição da Venezuela foi aprovada pelo eleitorado venezuelano por 72% dos votos válidos.